# دزينان كاتيك
دزينان كاتيك (بالإنجليزية: Dzenan Catic)‏ مواليد 26 مايو 1992 في البوسنة والهرسك، هو لاعب كرة قدم بوسني. يلعب كمهاجم.

## المسيرة الاحترافية

### أندية لعب لها
- فيلادلفيا يونيون

## روابط خارجية
- دزينان كاتيك على موقع الدوري الأمريكي (الإنجليزية)
- دزينان كاتيك على موقع قاعدة بيانات كرة القدم.إي يو (الإنجليزية)
- دزينان كاتيك على موقع AS.com (الإسبانية)